# Castelvetro di Modena
Castelvetro di Modena là một đô thị ở tỉnh Modena thuộc vùng Emilia-Romagna, có vị trí cách khoảng 30 km về phía tây của Bologna và khoảng 15 km về phía nam của Modena.
Castelvetro di Modena giáp các đô thị: Castelnuovo Rangone, Formigine, Maranello, Marano sul Panaro, Spilamberto, Serramazzoni, Vignola.